# سفارة الهند في بولندا
سفارة الهند في بولندا هي أرفع تمثيل دبلوماسي لدولة الهند لدى بولندا. تقع السفارة في وهي تهدف لتعزيز المصالح الهندية في بولندا.

## وصلات خارجية
- الموقع الرسمي
- قائمة سفارات الهند
- قائمة السفارات في بولندا